# Pour des fusils perdus
Pour plus de détails, voir Fiche technique et Distribution.
Pour des fusils perdus est un film français réalisé par Pierre Delanjeac et sorti en 1967.

## Fiche technique
- Titre : Pour des fusils perdus
- Réalisation : Pierre Delanjeac
- Scénario : Pierre Delanjeac
- Photographie : Théo Robichet
- Musique : Henri Reville
- Montage : François Leduc
- Production : Les Films de la prochaine vague
- Pays d'origine :  France
- Durée : 100 minutes
- Date de sortie : France - 20 octobre 1967

## Distribution
- Jacques Ebner
- Jacques Maire
- Christian Forges
- Françoise Ponty